# Trío de cuerda, Op. 3 (Beethoven)

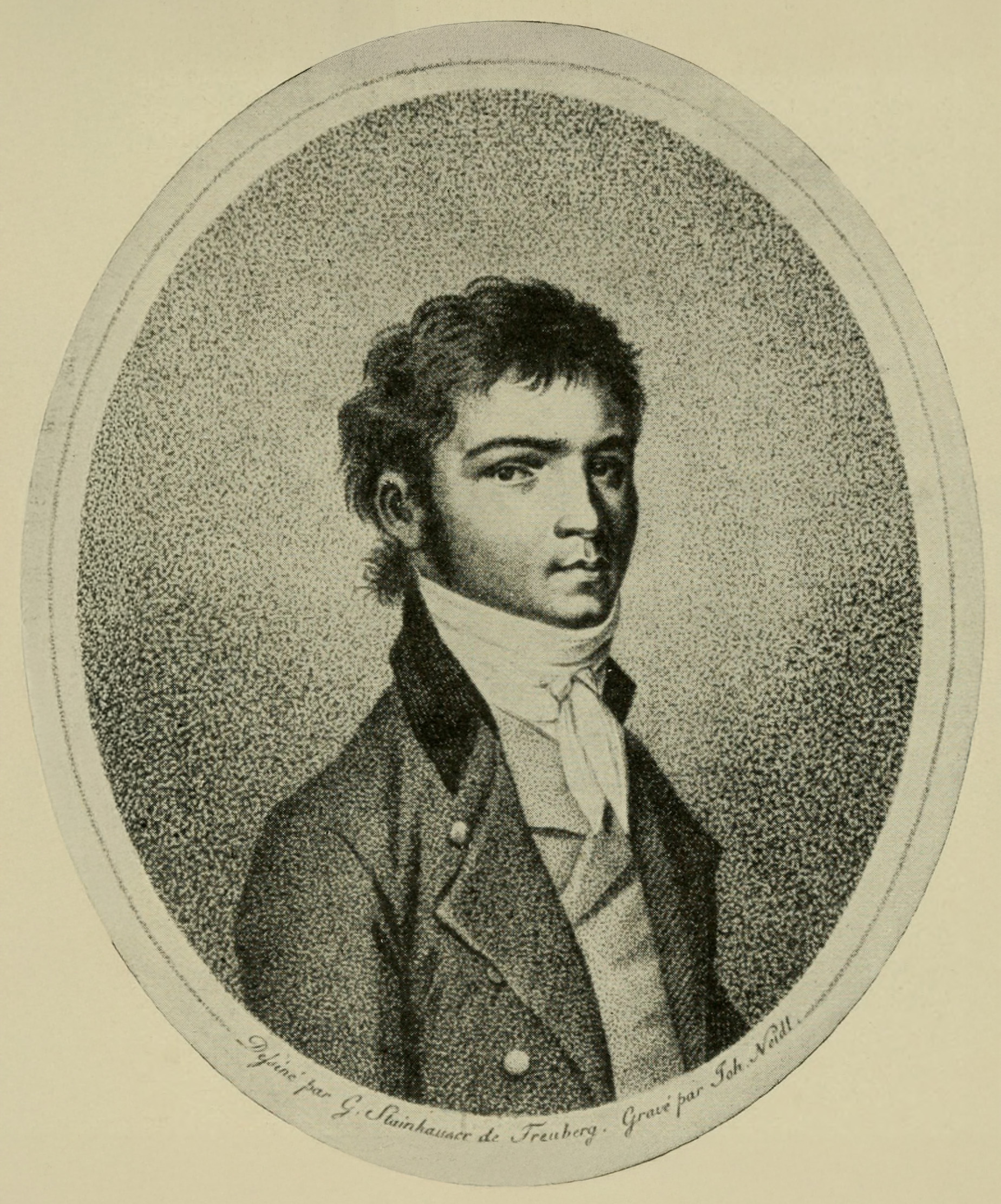
Beethoven en 1796.

El Trío de cuerda n.º 1 en mi bemol mayor, Op. 3 fue compuesto por Ludwig van Beethoven entre 1792 y 1796. La partitura está dedicada a la condesa Anna Margarete von Browne.

## Historia
Esta es su primera composición para la agrupación camerística formada por violín, viola y violonchelo. La historia de esta pieza es imprecisa. Según Nettle es posible que fuera esbozado por primera vez mientras Beethoven aún vivía en Bonn. Thayer también asumió que la pieza fue compuesta en Bonn, ya que las memorias del melómano inglés William Gardiner indican que la pieza llegó a Inglaterra desde Bonn en forma de manuscrito. Sin embargo, la lectura cuidadosa de los escritos de Gardiner y otras investigaciones han demostrado que la pieza fue compuesta casi con toda seguridad en Viena y probablemente entregada al Elector Max Franz o al Conde Waldstein mientras alguno de ellos se encontraba en Viena en 1794. En cualquier caso, la versión final de este Trío data de 1795.  
La primera publicación de esta obra se anunció en el Wiener Zeitung el 8 de febrero de 1797 y fue llevada a cabo por la editora musical Artaria en Viena. La dedicatoria que figura en la partitura es para la condesa Anna Margarete von Browne, que era esposa de Johann Georg von Browne uno de los mecenas de Beethoven y oficial del ejército imperial ruso establecido en Viena. A esta misma condesa también le dedicó las tres Sonatas para piano n.º 5, n.º 6 y n.º 7 que conforman el Opus 10.

## Estructura y análisis
La pieza consta de seis movimientos:
- I. Allegro con brio, en mi bemol mayor 4
4
- II. Andante, en si bemol mayor 3
8
- III. Menuetto. Allegretto, en mi bemol mayor 3
4
- IV. Adagio, en la bemol mayor 2
4
- V. Menuetto. Moderato, en mi bemol mayor - Trio, en do menor 3
4
- VI. Finale. Allegro, en mi bemol mayor 2
4

La interpretación de esta obra dura aproximadamente 40 minutos. Se trata de un divertimento en seis movimientos, que incluye dos minuetos. Esta estructura de seis movimientos del Op. 3 se puede comparar con la del Divertimento en mi bemol mayor, K. 563 para trío de cuerda de Mozart (por aquel tiempo recién publicado por Artaria en 1792), donde dos pares diferentes de Menuetto y Trío flanquean un cuarto movimiento lento. No obstante, si Beethoven se sintió afectado por esta obra maestra anterior, en su obra parece haber reaccionado más bien contra Mozart. No fue hasta la Serenata en re mayor, Op. 8, cuando Beethoven optó por un estilo y un enfoque más afines al divertimento.
Pese a ser la primera obra de este género publicada por Beethoven, este Trío Op. 3, pone de manifiesto que el compositor ya dominaba la escritura para esta combinación instrumental concreta, generando una gran variedad de texturas. Sólo compuso tres piezas más de este tipo, que conforman los Tríos de cuerda, Op. 9, para abandonar el género por completo. En los tres últimos tríos de cuerda Beethoven "clasicalizó" el género adoptando el formato en cuatro movimientos de las sinfonías de Haydn, en lugar de la agrupación más característica en seis o siete movimientos, como en el Op. 3.

### I.Allegro con brio
El primer movimiento, Allegro con brio, está escrito en la tonalidad de mi bemol mayor, en compás de 4/4 y sigue la forma sonata. Posiblemente es el movimiento más interesante de toda la pieza. Para Murray este movimiento podría sostenerse por sí mismo con su energía, sus cualidades dramáticas y sus múltiples sorpresas musicales. Una transición larga y atrevida modula a la dominante para el arrollador tema secundario, momento en el que Beethoven reduce la textura a un dúo entre el violín y el violonchelo. Tras una de las secciones de desarrollo más extensas de la producción beethoveniana anterior a los Cuartetos Op. 18, la recapitulación resuelve todo el material secundario en la tónica.

### II.Andante
El segundo movimiento, Andante, está escrito en si bemol mayor, en compás de 3/8 y también sigue la forma sonata con un breve desarrollo. El gran encanto del Andante contrasta con la intensidad del primer movimiento. Aporta además una exploración completa de un sencillo motivo de cuatro notas, una de las técnicas beethovenianas favoritas. Está plagado de fascinantes interacciones entre los tres instrumentos, que dedican casi el mismo tiempo a presentar el pequeño motivo de cuatro notas que constituye la base rítmica y melódica del movimiento.

### III.Menuetto. Allegretto
El tercer movimiento, Menuetto. Allegretto, está escrito en mi bemol mayor y en compás de 3/4. Se trata del primer minueto de la pieza, que es breve mientras que el trío que lo acompaña es expansivo en su desarrollo y está escrito en mi bemol menor. Emplea patrones rítmicos peculiares que evocan a un Beethoven de época tardía.

### IV.Adagio
El cuarto movimiento, Adagio, está en la bemol mayor y en compás de 2/4. Presenta una imaginativa interacción entre los instrumentos, ya que el violonchelo y el violín se turnan para interpretar el acompañamiento para la viola.

### V.Menuetto. Moderato
El quinto movimiento, Menuetto. Moderato, está en mi bemol mayor y en compás de 3/4. Es el segundo minueto de la pieza, más expansivo que el primero. Contiene un interesante momento de solo de violín. Le sigue un agitado trío, marcado como Minore, cuyas dos mitades giran en torno a un mismo motivo. El trío está en do menor, la célebre tonalidad del destino que el maestro alemán utilizó en obras como la Quinta Sinfonía y el Trío con piano Op. 1 n.º 3.

### VI.Finale. Allegro
El sexto y último movimiento, Finale. Allegro, retoma la tonalidad inicial, está en compás de 2/4 y adopta la forma rondó. Contiene retornos ligeramente variados del tema principal del primer movimiento que se van alternando con episodios que exploran armonías distantes y ritmos contrastantes. El violín ocupa un primer plano más que en otros movimientos de esta obra.

## Transcripciones

### Trío para piano (Hess 47)
En algún momento antes de 1800 Beethoven comenzó una transcripción para trío con piano, que quedó incompleta. Arregló el primer movimiento del trío para piano, violín y violonchelo (Hess 47). Se ha especulado que el compositor podría haber tenido la intención de transcribir todo el trío para estos mismos instrumentos, pero perdió el interés ya que el manuscrito existente se interrumpe en la transcripción del segundo movimiento.

### Sonata para violonchelo Op. 64
Un arreglo para violonchelo y piano realizado por una persona distinta de Beethoven fue publicado por primera vez como Op. 64 por Artaria en 1807. Keith Anderson señala que la portada de la edición de Artaria simplemente supone que Beethoven estaba involucrado sin declarar explícitamente que fuera el autor de la transcripción.